# Tecan Group
Die Tecan Group AG ist ein international tätiger Schweizer Labortechnik-Hersteller. Die Unternehmensgruppe ist auf Entwicklung, Herstellung und Vertrieb von Automatisierungslösungen für Laboratorien im Life-Science-Bereich für die Branchen Biopharma, Forensik und klinische Diagnostik spezialisiert.
Die an der SWX Swiss Exchange kotierte Unternehmensgruppe mit Sitz in Männedorf ist in 52 Ländern tätig und beschäftigt mehr als 3200 Mitarbeiter.

## Geschichte
Tecan wurde 1980 gegründet. Der Börsengang im Jahr 1987 ermöglichte dem Unternehmen mehrere Akquisitionen und international zu expandieren. Ende 1988 zählte die Tecan Gruppe 29 Unternehmen. Die allzu aggressive Übernahmestrategie brachte das Unternehmen 1989 allerdings in finanzielle Schwierigkeiten, so dass 1990 eine Kapitalerhöhung und eine Neuorganisation der Geschäftstätigkeit nötig wurde. Die Neuausrichtung ab Mitte der 1990er Jahre verhalf dem Unternehmen, zu einem der weltweit führenden Anbieter von Laborinstrumenten zu werden.

## Weblink
- Website der Tecan Group AG